# Matiás Stinnes
Matiás Stinnes (ur. 22 czerwca 1910 w Mülheim an der Ruhr, zm. 27 lutego 1975) – argentyński saneczkarz.
Brał udział w zimowych igrzyskach w 1964, na których wystartował w zawodach jedynek, których nie ukończył. Był najstarszym uczestnikiem tych igrzysk.